# Alioune Diop (intellettuale)
Alioune Diop (Saint-Louis, 10 gennaio 1910 – Parigi, 2 maggio 1980) è stato un letterato e politico senegalese che rivestì un ruolo di primo piano nell'emancipazione delle culture africane, soprattutto fondando la rivista Présence africaine.

## Anni di formazione
Figlio di un postino, Alioune Diop nacque Saint-Louis. Nato musulmano, frequentò la scuola coranica durante la sua infanzia, ma le sue zie materne lo introdussero alla lettura della Bibbia. Da adulto Diop si convertirà al cristianesimo. Riceverà il suo battesimo dal domenicano Jean-Augustin Maydieu la notte di Natale 1944 a Saint-Flour nel Cantal (Francia) col nome di Jean.
Il giovane Alioune compie i suoi studi primari a Dagana e i secondari a Saint-Louis (lycée Faidherbe). Ottiene la maturità classica (Latino - Greco) nel 1931. Poi, in quanto cittadino francese, effettua il servizio militare a Thiès.
Nel 1933, non avendo ottenuto una borsa di studio per andare nella metropoli, va ad Algeri dove si iscriverà alla facoltà di lettere classiche dell'Università di Algeri, nello stesso anno di Albert Camus, il quale scelse filosofia. Si guadagnò da vivere facendo il sorvegliante nelle scuole fino al suo trasferimento in Francia nel 1937. Proseguirà gli studi a Parigi. Possiede una licenza in lettere classiche e un diploma di studi superiori.
Nel 1939, allo scoppio della guerra, viene mobilitato come soldato, poi smobilitato dopo l'armistizio del 1940, mentre era a Marsiglia.

## Carriera
Fece l'insegnante e il funzionario in varie scuole dell'AOF, fino a essere nominato professore all'École nationale de la France d'outre-mer, e poi capo di gabinetto del Governatore generale dell'Africa Occidentale francese.
Fu senatore della IV Repubblica francese fra il dicembre 1946 e novembre 1948. Militava all'epoca nella SFIO (Section Française de l'Internationale Socialiste), e figura in terza posizione nella lista presentata da questo partito in Senegal per le elezioni del 23 dicembre 1946 al Consiglio della Repubblica e viene eletto.

## Operato
Nel 1947, ancora da senatore, fonda la rivista Présence africaine. Il logo di Présence africaine, ispirato da una maschera Dogon, fu proposto dallo scrittore francese Michel Leiris, membro del comitato di patrocinio della rivista. Fra gli altri membri del comitato, figurano Paul Rivet, Jean-Paul Sartre, Albert Camus, André Gide, Théodore Monod, Richard Wright, Maydieu, Merleau-Ponty, Aimé Césaire.
Nel 1947, il primo numero esce simultaneamente a Parigi e a Dakar. Nell'editoriale intitolato "Niam n'goura o le ragioni d'essere di Présence Africaine", Alioune Diop scrisse: « (...)la nostra rivista si felicita (...) d'essere francese, di vivere in un quadro francese (...) In primis nel popolo francese confidiamo : voglio dire a tutti gli uomini di buona volontà che, fedeli alle più eroiche tradizioni francesi, hanno votato la loro esistenza al culto esclusivo dell'uomo e della sua grandezza ».
Nel 1949, Alioune Diop fonda anche le edizioni Présence Africaine.
Nel 1953, la rivista Présence Africaine finanzia e progetta il documentario Les statues meurent aussi, che ha per tema l'arte nera, film realizzato dai registi francesi Chris Marker e Alain Resnais. La censura bloccherà il film per dieci anni per gli evidenti contenuti anticolonialisti.
Nel 1956, Diop organizza alla Sorbona il Congrès des écrivains et artistes noirs, marcatamente a favore della decolonizzazione.
Creò anche la Société africaine de culture (SAC), sul modello della Société européenne de culture, fondata nel 1950 a Venezia e della quale Alioune Diop era allora il solo membro originario dell'Africa. Alioune Diop sarà il segretario generale della SAC, l'haitiano Jean Price-Mars (1876 - 1969), diplomatico, medico, il primo presidente.
Diop organizzerà con Léopold Sédar Senghor il primo Festival mondial des Arts nègres nel 1966 a Dakar, che sarà anche l'occasione della prima commemorazione della schiavitù nel mondo e il luogo delle prime domande sulla riparazione.
In occasione della preparazione del Concilio Vaticano II, Alioune Diop mobiliterà, in seno alla Société africaine de culture, gli intellettuali cattolici, preti e laici, per il colloquio di Roma che ebbe luogo dal 26 al 27 maggio 1962, sul tema « Personalità africana e cattolicesimo ».
Dopo la dichiarazione di Paolo VI a Kampala ( "Potete e dovete avere un cristianesimo africano"), la SAC darà a Alioune Diop (insieme al laico camerunese Georges Ngango), la missione di ottenere dal papa l'autorizzazione a organizzare "gli stati generali del cristianesimo africano".

## Eredità
Muore il 2 maggio 1980 a Parigi, a 70 anni. Léopold Sédar Senghor gli rende un vibrante omaggio, definendolo un « Socrate noir », più desideroso di far "partorire" gli altri che di produrre un'opera personale ambiziosa. I funerali di Alioune Diop ebbero luogo nella chiesa Saint-Médard di Parigi il 2 maggio 1980 e fu sepolto nel cimitero cattolico di Bel-Air (a Dakar).
Un premio di editoria africana "Alioune-Diop" fu creato nel 1995 dall'Organizzazione internationale della francofonia.
La vedova di Alioune Diop, Yandé Christiane Diop ha preso il comando della rivista, insieme a un Direttore della pubblicazione.